# Plagiohammus brunneus
Plagiohammus brunneus är en skalbaggsart som beskrevs av Dillon 1941. Plagiohammus brunneus ingår i släktet Plagiohammus och familjen långhorningar. Inga underarter finns listade i Catalogue of Life.